# Douwe Egberts

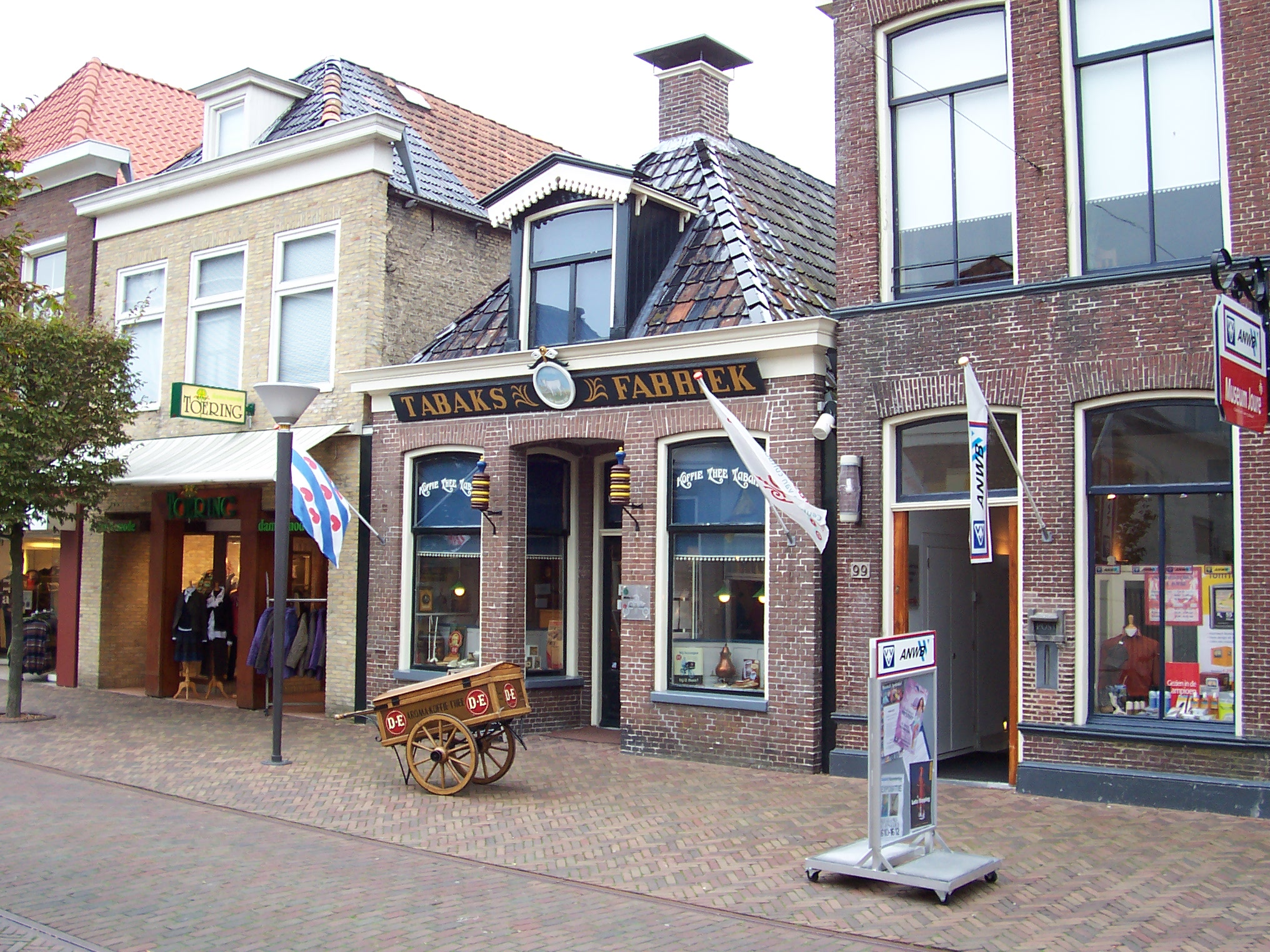
Tienda "De Witte Os" de Douwe Egberts en Joure (Frisia)

Douwe Egberts (de nombre completo Douwe Egberts Koninklijke Tabaksfabriek-Koffiebranderijen-Theehandel Naamloze Vennootschap) es una empresa de los Países Bajos que comercializa productos de té, café y tabaco.

## Historia
La empresa alimentaria la fundó Egbert Douwes en 1753 en Joure en honor a su hijo, Douwe Egberts (1755–1806), quien se hiciera cargo de la empresa en 1780. El local donde se fundó la empresa aún existe, aunque se trate de una tienda de regalos, donde se pueden comprar los productos de la empresa.
Después de la Segunda Guerra Mundial se abrieron filiales en Francia, España, Dinamarca y Bélgica.
En 1978 la empresa fue adquirida por la empresa estadounidense Sara Lee Corporation y en 1989 adquirió a su competidor Van Nelle.
En 2001 Douwe Egberts aunó esfuerzos con Philips para la producción de la máquina de café Senseo.

## Marcas
- Douwe Egberts (café) en España llamada Marcilla y Saimaza
- Pickwick (té)
- Lassie (arroz)
- Natrena (edulcorante)
- Kanis & Gunnink (café)
- Van Nelle (tabaco)
- Senseo (cápsulas de café)
- Piazza d'Oro (expreso)
- Cafitesse (café concentrado líquido)
- Moccona (café instantáneo)

## Polémica en 2018
En marzo de 2018 uno de los directivos de la empresa, Xavier Mitjavila  Moix, director general en Francia, publicó en su perfil de redes sociales una imagen en la que decía "España es un estado fascista". A raíz de esta publicación y visto que su empresa no tomó cartas en el asunto, se inició una campaña de boicot sobre los productos de la empresa en España, siendo las marcas de café Marcilla y Saimaza las más populares. Mitjavila eliminó sus perfiles en redes sociales poco después de observar la reacción que había provocado.